# Michaël Guigou
Michaël Guigou (* 28. Januar 1982 in Apt, Frankreich) ist ein ehemaliger französischer Handballspieler. Mittlerweile ist er als Handballtrainer tätig.
Giugou wurde meist als Linksaußen eingesetzt. Guigou hielt als Nationalspieler zweimal gleichzeitig alle drei wichtigen Titel im Welthandball und ist mit zehn Goldmedaillen zusammen mit Thierry Omeyer nach Nikola Karabatić (11) der bisher erfolgreichste Nationalspieler. Im September 2021 wurde ihm für den Gewinn der Goldmedaille mit der französischen Nationalmannschaft bei den Olympischen Spielen in Tokio der Offiziersorden der Französischen Ehrenlegion verliehen. Seit 2023 ist er Mitglied der Hall of Fame der Europäischen Handballföderation.

## Karriere

### Verein
In seiner Jugend spielte Michaël Guigou noch im heimischen Apt und im nahe gelegenen Avignon, 1999 aber wurde er vom französischen Spitzenclub Montpellier Handball unter Vertrag genommen. Mit den Südfranzosen gewann er 2002, 2003, 2004, 2005, 2006, 2008, 2009, 2010, 2011 sowie 2012 die französische Meisterschaft, 2001, 2002, 2003, 2005, 2006, 2008, 2009, 2010, 2012, 2013 sowie 2016 den französischen Pokal, 2004, 2005, 2006, 2007, 2014 und 2016 den französischen Ligapokal und 2003 und 2018 die EHF Champions League. Im Sommer 2019 wechselte er zu USAM Nîmes, wo er nach der Saison 2021/22 seine Laufbahn beendete.

### Nationalmannschaft
Michaël Guigou hat 307 Länderspiele für die Französische Männer-Handballnationalmannschaft bestritten. Mit Frankreich wurde er bei der Handball-Europameisterschaft 2006 in der Schweiz, 2010 in Österreich und 2014 in Dänemark Europameister. Bei der Handball-Weltmeisterschaft der Männer 2005 in Tunesien gewann er Bronze; an der Handball-Weltmeisterschaft der Männer 2007 in Deutschland nahm er auch teil, scheiterte mit Frankreich aber im Halbfinale am deutschen Team und belegte am Ende den 4. Platz. Bei den Olympischen Spielen 2008 holte er sich die Goldmedaille. 2009, 2011, 2015 und 2017 wurde er mit Frankreich Weltmeister. Bei der WM 2009 wurde er in das Allstar-Team als bester Linksaußen gewählt. Im Sommer 2012 nahm er erneut an den Olympischen Spielen in London teil und gewann wiederum die Goldmedaille. Bei den Olympischen Spielen 2016 in Rio de Janeiro gewann er die Silbermedaille. Bei der WM 2019 gewann er die Bronzemedaille. Am 27. April 2021 erzielte er in seinem 298. Länderspiel in der Qualifikation zur Europameisterschaft 2022 gegen Griechenland als vierter Franzose seinen 1000. Treffer im Trikot der Nationalmannschaft. Mit Frankreich gewann er bei den Olympischen Spielen in Tokio zum dritten Mal die Goldmedaille. Nach seinem Debüt in Kumamoto am 3. Juli 2002 beendete er 19 Jahre später nach dem Endspiel in Tokio seine Nationalmannschaftskarriere.

### Als Trainer
Guigou übernahm im September 2024 das Traineramt der französischen U-17-Nationalmannschaft.

## Sonstiges
Bei der Eröffnungsfeier der Olympischen Spiele 2024 in Paris gehörte Guigou zu den Trägern der olympischen Fackel.